# Rose-Aimée Bacoul
Rose-Aimée Bacoul (* 9. Januar 1952 in Le François) ist eine ehemalige französische Sprinterin.
Bei den Europameisterschaften 1982 in Athen gewann sie Bronze über 100 Meter und in der 4-mal-100-Meter-Staffel.
1983 wurde sie bei den Weltmeisterschaften in Helsinki Siebte in der 4-mal-100-Meter-Staffel und schied über 100 Meter im Halbfinale aus. Bei den Mittelmeerspielen gelang ihr ein Doppelsieg über 100 und 200 Meter.
Bei den Olympischen Spielen 1984 in Los Angeles wurde sie Siebte über 200 Meter und Vierte in der 4-mal-100-Meter-Staffel. Über 100 Meter erreichte sie das Halbfinale.
1981, 1982 und 1983 wurde sie jeweils Französische Meisterin über 100 und 200 Meter.

## Persönliche Bestzeiten
- 100 m: 11,16 s, 23. Juli 1983, Bordeaux
- 200 m: 22,53 s, 9. August 1984, Los Angeles (ehemaliger nationaler Rekord)